# 2016—17年津巴布韦示威活动

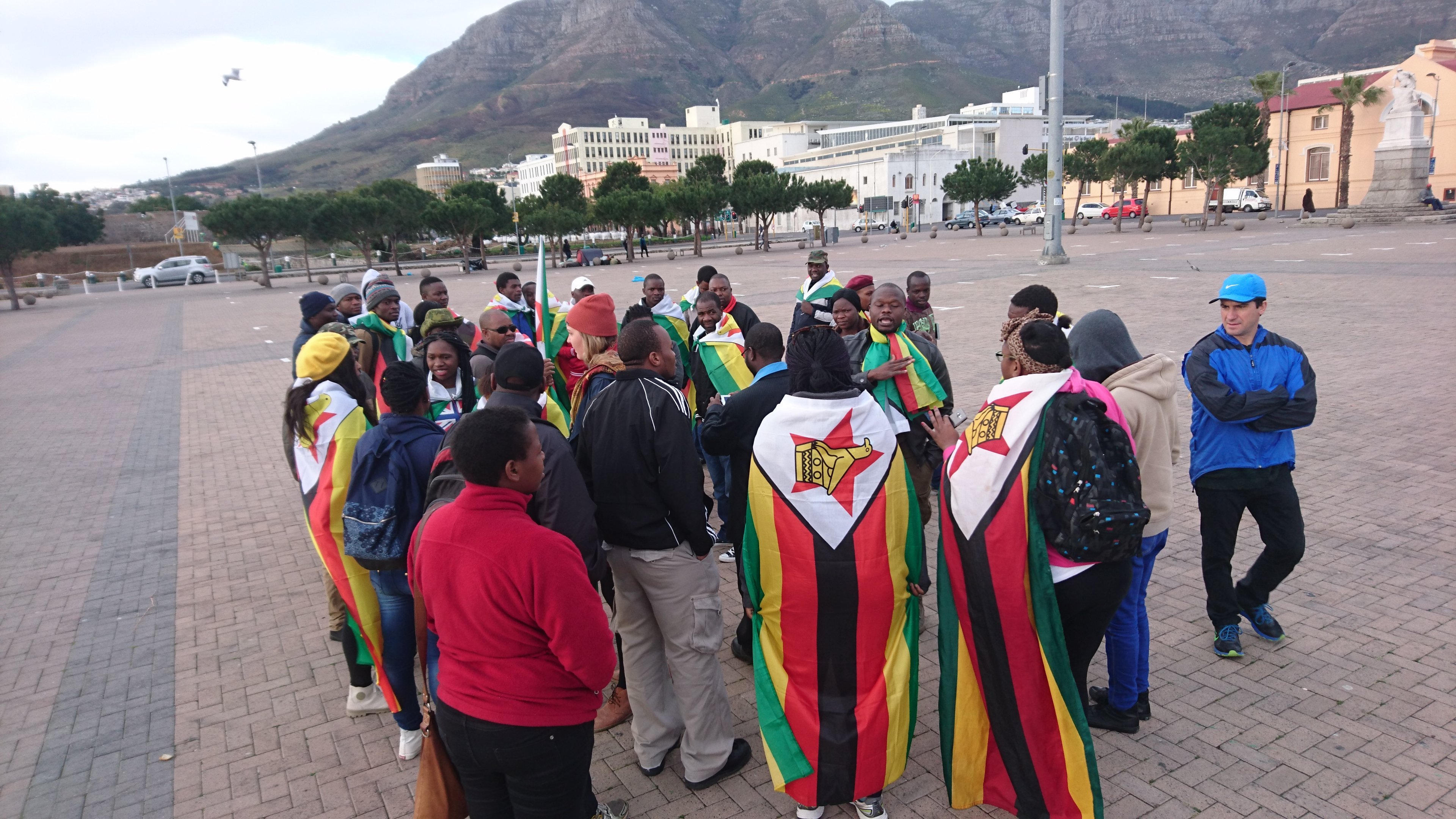
2016—17年津巴布韦示威活动

2016-2017年津巴布韦示威活动是2016年7月6日在津巴布韦境內爆发的示威活動。當時数以千计的津巴布韦人不滿政府的高壓統治、糟糕的公共服务、國內的高失业率、遍地的腐败以及公务员被拖欠工资，於是走上街頭罷工。 随后津巴布韋全国各地和海外的津巴布韋人社區都爆发了抗议活动。津巴布韦政府指责西方國家政府是抗议活动的幕後黑手，并一度短暫封锁WhatsApp等社群媒體 。
2017年11月15日，津巴布韦政变爆發。11月18日，津巴布韦和其他国家爆發了反對羅伯·穆加貝、声援津巴布韋國內抗爭人民的抗议活动。11月21日，羅伯·穆加貝宣佈不再擔任津巴布韋总统。 